# Violence Begets Violence
Albums de Jedi Mind Tricks
Servants in Heaven, Kings in Hell
(2008) The Thief and the Fallen
(2015)
Singles
1. Target Practice
Sortie : 2011
2. When Crows Descend Upon You
Sortie : 2011

Violence Begets Violence est le septième album studio des Jedi Mind Tricks, sorti le 25 octobre 2011.
Il s'agit du premier opus sans Stoupe the Enemy of Mankind à la production depuis les débuts du groupe.
Un clip pour le single When Crows Descend Upon You a été réalisé.
L'album s'est classé 1er au Top Heatseekers, 9e au Top Rap Albums, 15e au Top R&B/Hip-Hop Albums, 24e au Top Independent Albums et 103e au Billboard 200.

## Liste des titres
| No  | Titre                                                                       | Contient un (des) sample(s) de | Durée |
| --- | --------------------------------------------------------------------------- | --- | ----- |
| 1.  | Intro (Produit par Scott Stallone)                                          | | 2:05  |
| 2.  | Burning the Mirror (Produit par C-Lance)                                    | | 3:33  |
| 3.  | When Crows Descend Upon You (featuring Demoz – Produit par Hypnotist Beats) | | 3:55  |
| 4.  | Fuck Ya Life (featuring Blacastan – Produit par Junior Makhno)              | Quiet Storm de Mobb Deep | 3:59  |
| 5.  | Imperial Tyranny (featuring King Magnetic – Produit par C-Lance)            | | 3:41  |
| 6.  | Design in Malice (featuring Young Zee et Pacewon – Produit par Mr. Green)   | | 3:38  |
| 7.  | Weapon of Unholy Wrath (Produit par Shuko)                                  | | 3:53  |
| 8.  | Target Practice (Produit par Hypnotist Beats)                               | Buscare Tu Camino de Los Cristales                                                                                                  | 2:39  |
| 9.  | Carnival of Souls (featuring Demoz – Produit par Grand Finale)              | Mother Nature de Luca Turilli | 3:55  |
| 10. | Willing a Destruction onto Humanity (Produit par C-Lance)                   | Quisiera Saber Por Que de Jose Luis Rodriguez                                                                                       | 2:54  |
| 11. | Chalice (featuring Chip Fu – Produit par Illinformed)                       | | 3:46  |
| 12. | BloodBorn Enemy (Produit par Nero)                                          | Casualties of War d'Eric B. & Rakim                                                                                                 | 2:50  |
| 13. | The Sacrilege of Fatal Arms (Produit par C-Lance)                           | Quando Una Donna Tace È Sempre Un Angelo de Rosanna Fratello Right Up My Alley de MC Ren Natural Born Killaz de Dr. Dre et Ice Cube | 2:43  |
| 14. | Street Lights (Produit par Nero)                                            | Light's Theme de Yoshihisa Hirano et Taniuchi Hideki                                                                                | 3:24  |